# Pardosa tatarica ligurica
Pardosa tatarica là một phân loài nhện trong họ Lycosidae.
Loài này thuộc chi Pardosa. Pardosa tatarica ligurica được Eugène Simon miêu tả năm 1937.